# Public Netbase
«Public Netbase» (с англ. — «Публичная сетевая база») — ныне не существующая австрийская компания, некоммерческий интернет-провайдер, предоставлявший также услуги хостинга и являвшийся сторонником развития электронного искусства. Длительная поддержка авангардного, иногда спорного искусства и цифровой культуры, привела компанию к конфликту с австрийскими политическими кругами в 1990-х годах. Несмотря на награды и признание UNESCO, политические разногласия привели к прекращению финансирования, вследствие чего проект был закрыт в 2006 году.

## Раннее развитие
Хотя сама «Public Netbase» была основана в Вене Конрадом Бекером и Франциско де Соуса Веббер в 1995 году, вышестоящая организация — Институт новых культурных технологий — был учреждён в 1994 году в венском Музейном квартале. Большинство активных действий института после 1995 года совершалось через Public Netbase и выражалось в пренебрежительном отношении к фигурам из политических кругов и их встречам, что отражалось даже в официальных материалах организации. Имя веб-сервера организации — t0 — часто добавлялось к названию обеих организаций.

## Искусство и культура
Public Netbase сосредоточила усилия на оказании помощи в развитии электронного искусства и воздействии на зарождающуюся культуру мировой паутины. Её собственное представительство в сети заслужило награду на Prix Ars Electronica (англ.) в 1995 году. Большинство веб-пространства, предоставляемого Public Netbase, поддерживало австрийских художников, хотя некоторые проекты, такие как Transformation Story Archive, имели более широкое признание. Физическое расположение в Музейном квартале также использовалось для организации спонсорских событий, варьировавшихся от художественных симпозиумов до конференции Ассоциации автономных астронавтов и до «лекций/перфомансов/событий» от Critical Art Ensemble посвящённых биотехнологиям.

## Участие в политике
Когда политически правая Австрийская партия свободы и её лидер Йорг Хайдер начали набирать силу в Австрии, Public Netbase взяла на себя роль политического активиста в борьбе со всё более увеличивающимся давлением правительства. Хайдер в своей парламентской речи обвинил Public Netbase в поддержке детской порнографии и приравнял эротическое искусство Кристины Гёстль к коммерческим порносайтам на Британских Виргинских островах. Между тем Public Netbase спонсировала «виртуальную альтернативу крайне правого австрийского парламента», что принесло ей награду Австрийского веб-сопротивления за сайт, посвящённый противостоянию парламенту Хайдера.
Действия Public Netbase заслужили достойный авторитет. Institute for Applied Autonomy, получивший награду в области интерактивного искусства на Prix Ars Electronica 2000, посвятил свою победу Public Netbase за её политические достижения. Другой проект Public Netbase, начатый в этот период, — World-information.org — представленный как «продолжающаяся попытка критического обзора и исследования новых технологий в социальном, экономическом и художественном контексте» привёл к участию в программе UNESCO Dig-Arts и серии договорённостей по всей Европе.
Тем не менее успехи организации были недостаточны для предотвращения проблем. В 2000 году после периода реконструкции Музейного квартала, вызвавшей споры, Public Netbase не была продлена аренда и она подверглась серии аудитов и столкнулась с прочими бюрократическими препятствиями. Финансовые затруднения и отсутствие безопасного постоянного местоположения уже никогда не были решены. Несмотря на значительную общественную поддержку и попытки реорганизации, в ходе которых название было изменено на укороченное Netbase, муниципалитет Вены 11 января 2006 года фактически прекратил финансирование, что повлекло немедленное прекращение работы организации.